# John Braspennincx
John Braspennincx (Hoogstraten, Bélgica, 24 de maio de 1914 - Zundert, 7 de janeiro de 2008) foi um ciclista neerlandês que foi professional entre 1937 e 1952. O seu sucesso mais importante foram duas vitórias no Campeonato nacional em estrada. Era primo do também ciclista Janus Braspennincx.

## Palmarés
- 1936
- Campeão dos Países Baixos em estrada para independentes
  - 1.º em Roosendaal
- 1937
- Campeão nacional dos Países Baixos em estrada
  - 1.º em Tongeren
- 1938
  - 1.º em Mere
  - 1.º em Sint-Katelijne-Waver
  - 1.º em Roosendaal
- 1942
- Campeão nacional dos Países Baixos em estrada
- 1949
  - 1.º em Acht van Chaam
  - 1.º em Amsterdam
  - 1.º em Ronde van Made